# 巴賓-扎里奇尼

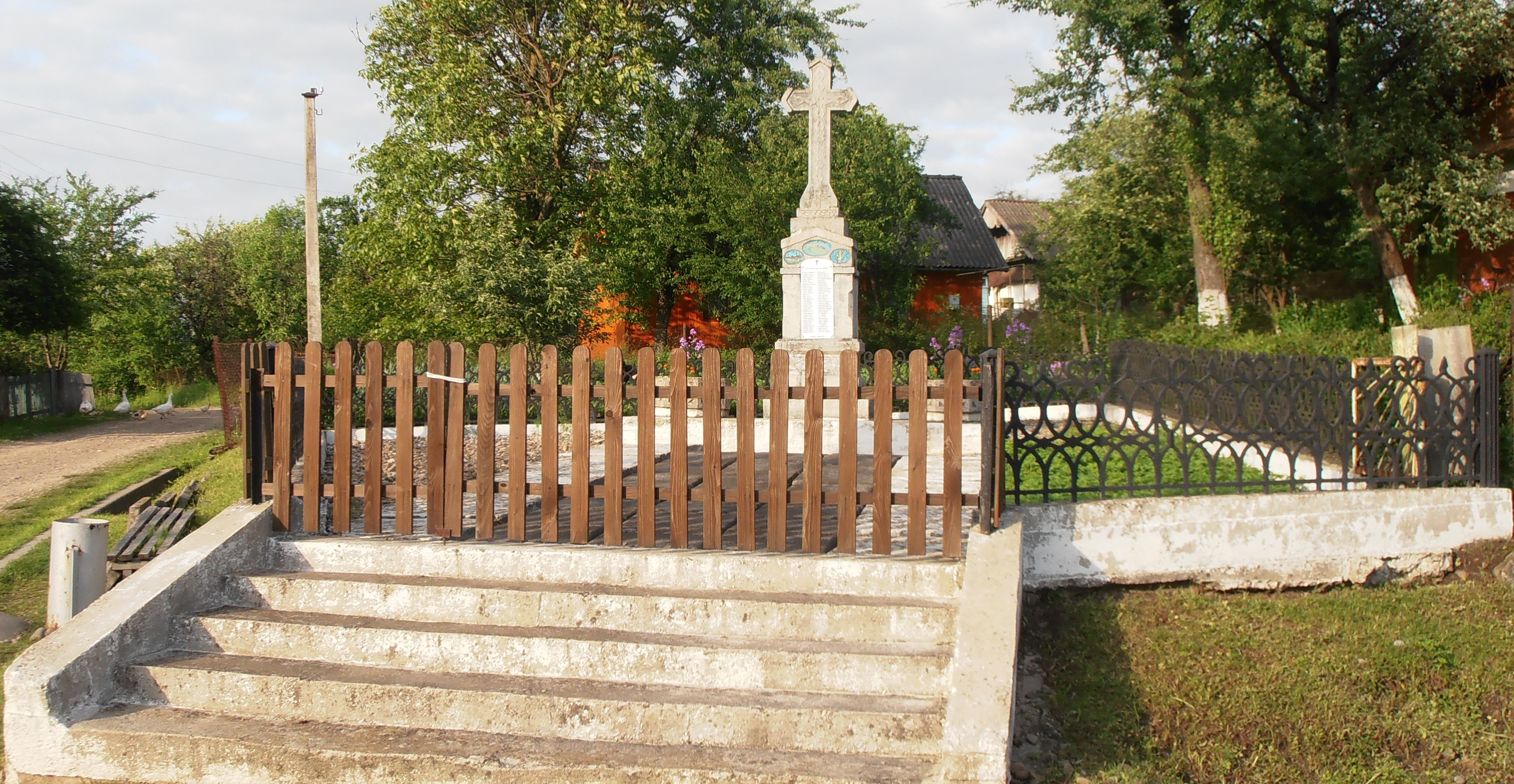

巴賓-扎里奇尼（烏克蘭語：Бабин-Зарічний），是烏克蘭的村落，位於該國西部伊萬諾-弗蘭科夫斯克州，由卡盧什區負責管轄，始建於1438年，面積7.05平方公里，海拔高度248米，2001年人口245，人口密度每平方公里34.8人。
49°2′48″N 24°30′43″E / 49.04667°N 24.51194°E